# Lisle (Dordoña)
 Lisle  (en occitano L'Esla) es una población y comuna francesa, situada en la región de Aquitania, departamento de Dordoña, en el distrito de Périgueux y cantón de Brantôme.

## Demografía
| 967 | 990 | 934 | 917 | 946 | 909 |
| Para los censos de 1962 a 1999 la población legal corresponde a la población sin duplicidades (Fuente: INSEE [Consultar]) |     |     |     |     |     |